# Донна Ноубл
Донна Ноубл (англ. Donna Noble) — персонаж британского телесериала «Доктор Кто», сыгранный английской актрисой Кэтрин Тейт.
Донна Ноубл впервые появилась на последних минутах серии «Судный день», который завершает 2 сезон (2006). Следующее появление Донны Ноубл — специальный рождественский спецвыпуск 2006 года «Сбежавшая невеста». В 4 сезоне (2008) Донна становится постоянной спутницей Десятого Доктора.
В общей сложности, Донна Ноубл появляется в пятнадцати сериях телесериала «Доктор Кто».
Поначалу получив массу нелестных отзывов со стороны критиков, персонаж в скором времени стал восприниматься как одна из лучших кандидатур на роль постоянной спутницы Доктора.

## История персонажа

### Знакомство с Доктором
Секретарь Донна Ноубл из Чизвика знакомится с Доктором при необычных обстоятельствах. После драматического прощания с Розой Тайлер Доктор, к своему огромному удивлению, видит в ТАРДИС женщину в подвенечном платье. Сама «невеста» удивлена не меньше, чем Доктор.
В рождественском выпуске «Сбежавшая невеста» выясняется, что неожиданную гостью Доктора зовут Донна Ноубл. Она работает временным секретарем в фирме «Эйч Си Клементс». В рождественский сочельник, а вместе с тем и день долгожданной свадьбы, Донна неведомым образом переносится в ТАРДИС прямо из церкви, где она должна сочетаться браком со своим коллегой Лансом Беннетом.
Доктор узнает, что Донну притянули в ТАРДИС частицы ксенона, древней энергии, созданной Повелителями времени. Ксенон был воссоздан фирмой «Эйч Си Клементс», которая, как выясняет Доктор, работала на Институт Торчвуд, а жених Донны подмешивал частицы в её кофе. Как оказалось, Ланс служит паукообразной представительнице древней расы Ра́кносс, сгинувшей, как считал Доктор, ещё в Тёмные Времена. Донна помогает Доктору выжить после схватки с Императрицей Ракносс, но отказывается путешествовать с ним.

### Спутница Доктора
Донна Ноубл и Доктор вновь встречаются в первой серии 4 сезона. Они расследуют деятельность «Адипоуз Индастриз» — компании, создавшей революционный способ похудения. Донна и Доктор спасают от смерти тысячи лондонцев, разоблачив главу «Адипоуз Индастриз», мисс Фостер, которая планировала использовать землян для выращивания инопланетных существ адипо́уз. В конце серии Донна, на этот раз с радостью, принимает предложение Доктора составить ему компанию в путешествиях.
В последующих сериях Донна Ноубл и Доктор попадают в Римскую империю, освобождают от рабства инопланетную расу удов, защищают Землю от армии сонтара́нцев и прекращают вражду людей и ха́тов. В серии «Единорог и оса» Донна с Доктором отправляются в Англию 1926 года, где знакомятся с Агатой Кристи и раскрывают серию таинственных убийств. В серии «Тишина в библиотеке» Донна случайно оказывается в виртуальном мире, которым управляет девочка — хранительница библиотеки. В той же серии Донна знакомится с будущей спутницей Доктора — профессором Ривер Сонг.
Исполнительный продюсер сериала Расселл Ти Дейвис так описывает роль Донны в жизни Доктора:
Донна подходит Доктору больше, чем кто-либо из его предыдущих помощников. Она старше и она не влюблена в него — в этом тоже есть отличие от предыдущих спутниц. Доктор, в исполнении Дэвида Теннанта, такой блистательный и звёздный, что ему нужен тот, кто сможет ему возражать и возвращать обратно на землю. Во 2 серии «Огни Помпеи» Донна, используя силу воли, меняет будущее героев. Я не думаю, что какой-нибудь другой помощник мог бы вытянуть эту сцену.
Оригинальный текст (англ.)Donna is much more the Doctor's equal than any of the previous assistants. She is older and she is not in love with him, and that also makes a difference. David's Doctor is now so glittering and stellar that he needs bringing down to earth by someone question him. In episode two, Donna changes the future of characters by her strength of will. I don't think any other assistant could have pulled off that scene.

### Параллельный мир
В серии «Поверни налево» прорицательница с планеты Шан Шен с помощью Временного жука отправляет Донну в день, который предопределил её встречу с Доктором. В тот день перед Донной стояла дилемма — повернуть налево, чтобы приступить к работе в «Эйч Си Клементс» или повернуть направо и устроиться в местную копировальную фирму. Донна Ноубл, под влиянием Временного жука, выбирает работу в копировальной компании Дживала Чондри.
Это решение порождает параллельную вселенную, где Доктор, не встретив Донну, погибает в битве с Императрицей Ракносс. Смерть Доктора приводит к катастрофическим последствиям: Марта Джонс и Сара Джейн Смит гибнут во время событий серии «Смит и Джонс», Лондон разрушается из-за происшествия с Титаником, а из-за адипоуз умирают миллионы людей.
Вскоре жизнь Донны начинает разрушаться — Чондри её увольняет, а после разрушения Лондона Донну и её семью, жившую в роскоши благодаря лотерейному билету, переселяют в Лидс в качестве беженцев.
Донна встречает Розу Тайлер, которая сообщает, что Донне была предначертана совсем другая жизнь — устроившись в «Эйч Си Клементс», она должна была познакомиться с Доктором и спасти его от гибели. Донна решает вернуться в июнь 2007, чтобы помешать самой себе в прошлом повернуть направо и устроиться к Чондри.
Вернувшись в прошлое, Донна понимает, что не успеет вовремя к назначенному месту, и бросается под грузовик. Пока Донна из будущего умирает, Роза что-то шепчет ей на ухо. Из-за аварии образовывается затор, и, благодаря этому Донна из прошлого поворачивает налево, тем самым, выбрав свой предначертанный путь.
Когда правильный ход событий восстанавливается, Донна передаёт Доктору слова Розы — «Плохой Волк», предвещающие конец Вселенной.

### Доктор-Донна
В серии «Конец путешествия» Доктор регенерирует, направляя часть энергии в свою отрубленную руку. Когда Донна прикасается к руке, их генетический материал объединяется и создает ещё одного Доктора — наполовину повелителя времени, наполовину человека. Донна тоже становится наполовину Доктором, получив разум повелителя времени.
Она использует свои новые способности, чтобы спасти Вселенную от уничтожения далеками. Однако у Донны человеческий организм, и она не способна жить с таким разумом. Доктор стирает память Донны и возвращает её семье, запретив им напоминать Донне о её путешествиях, иначе это её убьёт.
В серии «Конец времени» Мастер превратил всё человечество в свои копии, кроме Уилфреда, который был защищён в радиационной камере, и Донны, в которой находилась ДНК повелителя времени. Когда Мастер попытался убить её, Донна начала вспоминать свои путешествия, но Доктор оставил защитный механизм, который защитил её от копий Мастера и также снова стер её память.
Сущность Донны-доктора стала известна задолго до событий того времени. Когда Доктор и Донна посетили планету удов и помогли им, песнь удов начиналась о Донне-докторе и о самом Докторе, глас о которых дойдет до всех уголков других миров.

### Семья и личная жизнь
Родители Донны — Джеффри «Джеф» Ноубл (скончался) и Сильвия Ноубл (в девичестве — Мотт).
У Донны также есть дедушка по материнской линии — Уилфред Мотт, которого Донна зовет «дедулей» (англ. Gramps). Его отсутствие на свадьбе Донны объясняется в сериале тем, что он в то время болел испанским гриппом.
Донна Ноубл была обручена со своим коллегой Лансом Беннетом, в которого влюбилась в первый день работы в «Эйч Си Клементс». Донна сразу стала решительно добиваться его руки, и даже сама сделала ему предложение. Из-за событий серии «Сбежавшая невеста», Донна не успела выйти за него замуж, а позже Ланс погиб от рук своей хозяйки — Императрицы Ракносс.
В виртуальном мире библиотеки Донна познакомилась с сильно заикающимся Ли МакЭвоем, за которого позже вышла замуж. У Донны и Ли было двое детей — сын Джош и дочь Элла. Позже оказалось, что дети Донны — ненастоящие, как и сам мир библиотеки. Донна считала, что её муж также был сгенерирован компьютером, хотя, Ли МакЭвой существовал на самом деле. Им не удалось встретиться в реальности, а Джош и Элла остались жить с профессором Ривер Сонг в мире библиотеки.
В серии Конец времени Уилфред рассказывает Доктору, что Донна познакомилась с молодым человеком по имени Шон Темпл и собирается выйти за него замуж. В конце серии Доктор прибывает на свадьбу Донны и дарит ей подарок — лотерейный билет (выигрышный).

### Карьера
Донна работала временным секретарем в нескольких местах, в том числе в «Эйч Си Клементс». По словам Донны в серии «Конец путешествия», она — лучший секретарь в Чизвике, так как печатает со скоростью 100 слов в минуту. Донна также несколько дней проработала в Департаменте здоровья и безопасности только для того, чтобы получить их пропуск.
Также Донна полгода работала в Библиотеке Хаунслоу, где за несколько дней изучила десятичную систему классификации Дьюи.

## Отзывы и критика
Донна Ноубл, впервые появившись в серии «Сбежавшая невеста», получила множество негативных отзывов. Расселла Ти Дейвиса неоднократно обвиняли в том, что Донна была чересчур импульсивной и слишком часто кричала. Так, Эд Хэген из Guardian Unlimited писал, что в эпизоде «Сбежавшая невеста» Донна предстает «слишком раздражающей и упрямой». Сама серия была названа прессой «посредственной» и «наихудшим рождественским выпуском».
Заявление Би-би-си о том, что Донна станет постоянной спутницей Доктора, породило новую волну публикаций и обсуждений. Журналист Марк Уилсон назвал решение о возвращении Донны «непостижимым», потому, что, по его мнению, Донна «слишком надоедлива для того, чтобы стать постоянной спутницей». Уилсон также упомянул интервью Расселла Ти Дейвиса журналу Doctor Who Magazine, где последний заявлял, что Донна Ноубл не станет постоянным персонажем, так как в такой роли «она действовала бы на нервы».
После выхода серии «Соучастники» Донна Ноубл стала получать более позитивные отклики критиков. Дейв Брэдли в обзоре серии «Соучастники» для журнала SFX написал: «Приятный сюрприз — Тейт великолепна». Скотт Мэттьюмэн из The Stage писал: «…у Дэвида Теннанта, наконец, такой партнёр, который одинаково хорошо подходит как его персонажу, так и самому актёру». Мартин Андерсон, редактор Den of Geek!, писал, что Донна Ноубл выступает в качестве «совести Доктора» и заметно выделяется на фоне всех остальных спутников Доктора, так как «её не надо спасать, и она не спрашивает: „Что это, Доктор?“». Критики также дали положительные оценки тому, что в отношениях Доктора и Донны отсутствовала любовная линия.
Однако и на этот раз не обошлось без негативных отзывов. Йен Хайланд из News of the World критиковал персонаж Кэтрин Тейт: «Плохая новость в том, что она все ещё орёт. Может быть не так громко, как во время дебюта в „Докторе Кто“». Сэм Уолластон из «The Guardian» охарактеризовал Донну Ноубл как «слишком истеричную, слишком комичную и недостаточно крутую».

### Награды
- 2008: TV Quick Award — «Лучшая актриса драматического сериала»[31]
- 2008: SFX reader awards — «Лучшая телевизионная актриса»[32]

### Номинации
- 2008: National Television Awards — «Лучшее исполнение драматической роли»[33]

## Дополнительные факты
- Кэтрин Тейт была первой приглашённой звездой, чьё имя указали в открывающих титрах сериала.
- По словам сценариста телесериала Джеймса Морана, до возвращения Донны Ноубл в 4 сезоне, очередным спутником Десятого Доктора мог стать абсолютно новый персонаж — девушка Пенни[34].
- Донна Ноубл — не первая спутница Доктора, чья память была стёрта. Воспоминания также были стёрты у Джейми и Зои, спутников Второго Доктора.
- В январе 2009 года известный британский комик Джастин Ли Коллинз спародировал Донну Ноубл в скетче с Кэтрин Тейт на шоу «Sunday Night Project».

## Появления в «Докторе Кто»

### Серии
Список всех серий, в которых появляется Донна Ноубл:
| Номер | #  | Серия       | Оригинальное название | Сценарист         | Режиссёр    | Дата выхода | Код  |
| ----- | -- | ----------- | --------------------- | ----------------- | ----------- | ----------- | ---- |
| 177b  | 13 | Судный день | Doomsday              | Расселл Ти Дейвис | Грем Харпер | 8 июля 2006 | 2.13 |

| Номер | # | Серия             | Оригинальное название | Сценарист         | Режиссёр  | Дата выхода     | Код |
| ----- | - | ----------------- | --------------------- | ----------------- | --------- | --------------- | --- |
| 178   | 0 | Сбежавшая невеста | The Runaway Bride     | Расселл Ти Дейвис | Эйрос Лин | 25 декабря 2006 | 3.Х |

| Номер | #     | Серия               | Оригинальное название    | Сценарист         | Режиссёр         | Дата выхода                    | Код       |
| ----- | ----- | ------------------- | ------------------------ | ----------------- | ---------------- | ------------------------------ | --------- |
| 189   | 1     | Соучастники         | Partners in Crime        | Расселл Ти Дейвис | Джеймс Стронг    | 5 апреля 2008                  | 4.1       |
| 190   | 2     | Огни Помпеи         | The Fires of Pompeii     | Джеймс Моран      | Колин Тига       | 12 апреля 2008                 | 4.3       |
| 191   | 3     | Планета удов        | Planet of the Ood        | Кейт Темпл        | Грем Харпер      | 19 апреля 2008                 | 4.2       |
| 192a  | 4     | План сонтаранцев    | The Sontaran Stratagem   | Хелен Рейнор      | Дуглас Маккиннон | 26 апреля 2008                 | 4.4       |
| 192b  | 5     | Отравленное небо    | The Poison Sky           | Хелен Рейнор      | Дуглас Маккиннон | 3 мая 2008                     | 4.5       |
| 193   | 6     | Дочь Доктора        | The Doctor’s Daughter    | Стивен Гринхорн   | Элис Траутон     | 10 мая 2008                    | 4.6       |
| 194   | 7     | Единорог и оса      | The Unicorn and the Wasp | Гарет Робертс     | Грем Харпер      | 17 мая 2008                    | 4.7       |
| 195a  | 8     | Тишина в библиотеке | Silence in the Library   | Стивен Моффат     | Эйрос Лин        | 31 мая 2008                    | 4.9       |
| 195b  | 9     | Лес мертвецов       | Forest of the Dead       | Стивен Моффат     | Эйрос Лин        | 7 июня 2008                    | 4.10      |
| 196   | 10    | Полночь             | Midnight                 | Расселл Ти Дейвис | Элис Траутон     | 14 июня 2008                   | 4.8       |
| 197   | 11    | Поверни налево      | Turn Left                | Расселл Ти Дейвис | Грем Харпер      | 21 июня 2008                   | 4.11      |
| 198a  | 12    | Украденная Земля    | The Stolen Earth         | Расселл Ти Дейвис | Грем Харпер      | 28 июня 2008                   | 4.12      |
| 198b  | 13    | Конец путешествия   | Journey’s End            | Расселл Ти Дейвис | Грем Харпер      | 5 июля 2008                    | 4.13      |
| 202   | 17 18 | Конец времени       | The End of Time          | Расселл Ти Дейвис | Эйрос Лин        | 26 декабря 2009 01 января 2010 | 4.17 4.18 |

Специальные выпуски к 60-летию сериала (2023)
| Номер | # | Серия          | Оригинальное название | Сценарист         | Режиссёр       | Дата выхода    | Код  |
| ----- | - | -------------- | --------------------- | ----------------- | -------------- | -------------- | ---- |
| 301   | 1 | Звёздный зверь | The Star Beast        | Расселл Ти Дейвис | Рэйчел Талалэй | 25 ноября 2023 | 14.1 |

### Романы
| Название            | Оригинальное название | Автор             | Дата выхода     | Аудиоверсия      |
| ------------------- | --------------------- | ----------------- | --------------- | ---------------- |
| Призраки Индии      | Ghosts of India       | Марк Моррис       | сентябрь 2008   | Дэвид Траутон    |
| Ловушка для Доктора | The Doctor Trap       | Саймон Мессингхэм | сентябрь 2008   | Рассел Тоуви     |
| Сияющая темнота     | Shining Darkness      | Марк Михаловски   | сентябрь 2008   | Дебби Чейзен     |
| Прекрасный хаос     | Beautiful Chaos       | Гари Расселл      | 26 декабря 2008 | Бернард Криббинс |

### Аудиокниги
| Название             | Оригинальное название | Автор           | Дата выхода     | Читает        |
| -------------------- | --------------------- | --------------- | --------------- | ------------- |
| Борьба с вредителями | Pest Control          | Питер Энгелидес | 8 мая 2008      | Дэвид Теннант |
| Вечная ловушка       | The Forever Trap      | Дэн Абнетт      | 9 октября 2008  | Кэтрин Тейт   |
| Вторжение немонитов  | The Nemonite Invasion | Дэвид Роден     | 12 февраля 2009 | Кэтрин Тейт   |

### Короткие рассказы
| Название           | Оригинальное название | Автор       | Иллюстрации      |
| ------------------ | --------------------- | ----------- | ---------------- |
| Одинокий компьютер | The Lonely Computer   | Руперт Лэйт | Брайан Уильямсон |